# Vicente Mundina Balaguer
Vicente Mundina Balaguer, conegut popularment com el padre Mundina (Vila-real, 9 de setembre de 1932), és un prevere i botànic valencià. Pertany a la congregació Fills de la Sagrada Família. És cofundador de la Escuela Española de Arte Floral i director dels Viveros Nazaret de Madrid. És també autor de nombrosos llibres sobre jardineria i col·laborador habitual de programes de ràdio i televisió.